# غورد هنتر
غورد هنتر هو سياسي مستقل كندي، ولد في 20 يناير 1946.